# Чорнобривці (пісня)
«Чорнобривці» — популярна українська пісня. Музика Володимира Верменича. Слова Миколи Сингаївського.

## Історія
Автор слів пісні – відомий український поет Микола Сингаївський. Ідея написати “Чорнобривці” виникла у нього під час перебування у Франції. Там він побачив величезну клумбу з цими квітами і згадав про свою матір, яка виховувала велику сім’ю в непрості часи. Ці спогади і емоції лягли в основу тексту пісні.
То ж з Верменичем ми продовжили вдосконалювати твір. Так довго ми не працювали ще над жодною піснею.
Так, у 1957 році з’явилася пісня, яка згодом стала класикою української музики.
Першим виконавцем пісні у 1960 році став Костянтин Огнєвий. За словами автора він мав близько 10 варіантів цієї пісні, проте серед усіх інших обрав найбільш нейтральне забарвлення, без патріотичних мотивів.

## Виконавці
Інші виконавці: Дмитро Гнатюк, Тамара Міансарова, Еріка, Дарка й Славко, Віктор Павлік, Ірина Сказіна, JazzexBand, Віталій Козловський, В'ячеслав Хурсенко, Таїсія Повалій (альбом «Українські пісенні перлини»), Дімаш Кудайберген (концерт Арнау Київ 11.03.2020), Оксана Муха

## Текст пісні
| Чорнобривців насіяла мати У моїм світанковім краю. Та й навчила веснянки співати Про квітучу надію свою. Приспів: Як на ті чорнобривці погляну, Бачу матір стареньку, Бачу руки твої, моя мамо, Твою ласку я чую, рідненька. Я розлуки і зустрічі знаю – Бачив я у чужій стороні Чорнобривці із рідного краю, Що насіяла ти навесні. Приспів: Як на ті чорнобривці погляну, Бачу матір стареньку, Бачу руки твої, моя мамо, Твою ласку я чую, рідненька. Прилітають до нашого поля Із далеких країв журавлі, Розквітають і квіти і доля На моїй українській землі. Приспів: Як на ті чорнобривці погляну, Бачу матір стареньку, Бачу руки твої, моя мамо, Твою ласку я чую, рідненька. |

## Відео
У міні-фільмі 1969 року до пісні з першим виконавцем К.Огнєвим відтворено історію виникнення її задуму  - кадри з вулиць Парижу змінюються київськими краєвидами.